# Gymnopilus liquiritiae
Gymnopilus liquiritiae är en svampart som först beskrevs av Christiaan Hendrik Persoon, och fick sitt nu gällande namn av Petter Adolf Karsten 1879. Gymnopilus liquiritiae ingår i släktet Gymnopilus och familjen Strophariaceae.   Inga underarter finns listade i Catalogue of Life.

## Bildgalleri

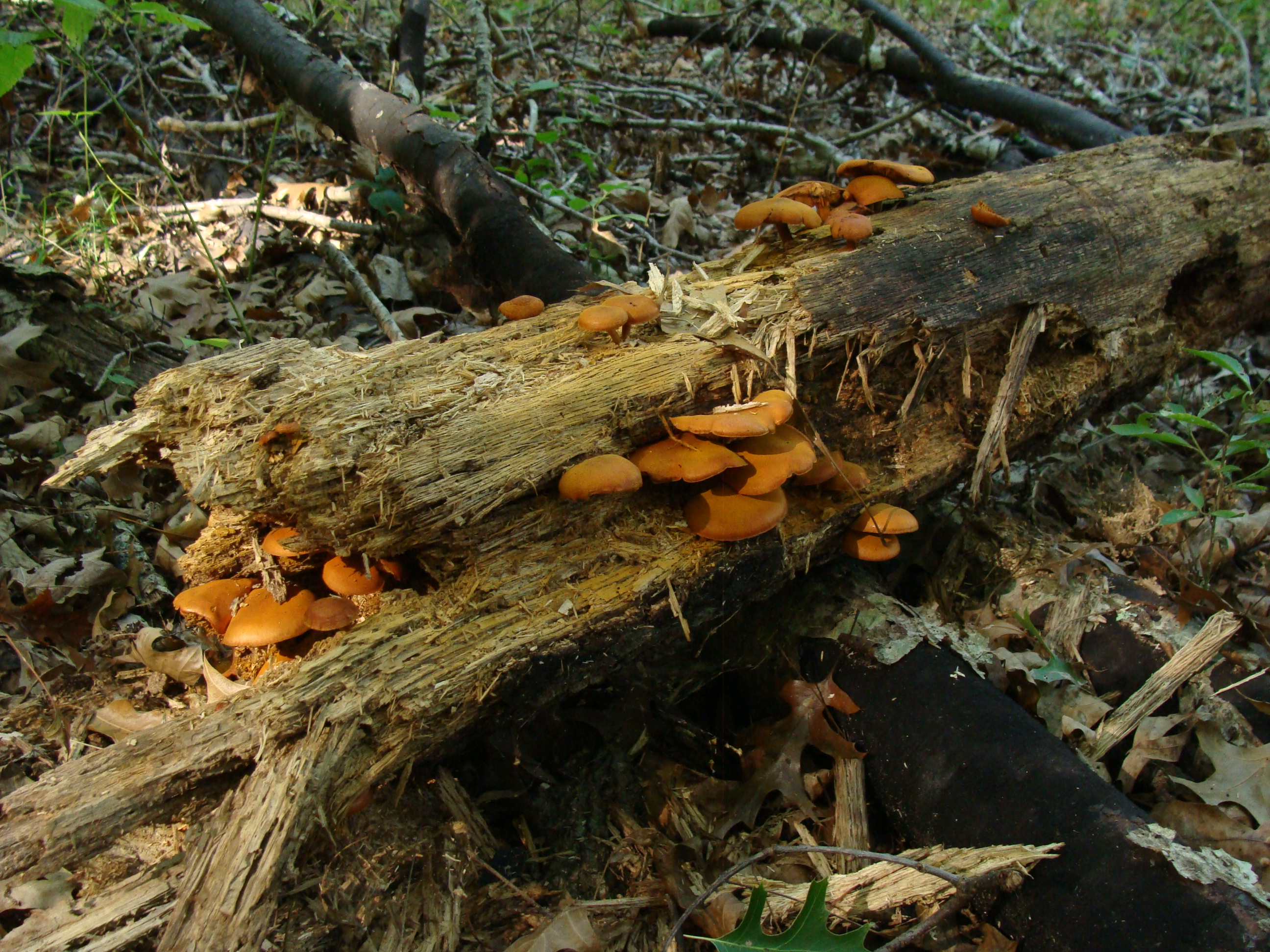